# Halākābād
Halākābād (persiska: هلاک آباد) är en ort i Iran.   Den ligger i provinsen Khorasan, i den nordöstra delen av landet, 600 km öster om huvudstaden Teheran. Halākābād ligger 1 330 meter över havet och antalet invånare är 133.
Terrängen runt Halākābād är kuperad, och sluttar norrut.Runt Halākābād är det ganska glesbefolkat, med 29 invånare per kvadratkilometer. Närmaste större samhälle är Barāzq, 13,2 km öster om Halākābād. Omgivningarna runt Halākābād är i huvudsak ett öppet busklandskap.